# バンデルレイ・エウスタキオ・デ・オリヴェイラ
パリーニャ（Palhinha）こと、バンデルレイ・エウスタキオ・デ・オリヴェイラ（Vanderlei Eustáquio de Oliveira、1950年6月11日 - 2023年7月17日）は、ブラジル・ミナスジェライス州ベロオリゾンテ出身の元サッカー選手、サッカー指導者。

## 経歴
ブラジル代表として、16試合に出場した。ワールドカップの出場こそなかったが、コパ・アメリカに2大会連続で出場した。